# L'Autre Agneau
Pour plus de détails, voir Fiche technique et Distribution.
L'Autre Agneau (The Other Lamb) est un thriller d'horreur dramatique américano-belgo-irlandais réalisé par Małgorzata Szumowska, sorti en 2019.
Il est présenté au festival international du film de Toronto 2019.

## Synopsis
Selah, une jeune fille née au sein d'une secte isolée de la société et dirigée par Shepherd, un homme de leur quartier, commence à remettre en cause les enseignements de son « mentor ».

## Fiche technique
- Titre : L'Autre Agneau
- Titre original : The Other Lamb
- Réalisation : Małgorzata Szumowska
- Scénario : C.S. McMullen
- Décors : Ferdia Murphy
- Photographie : Michał Englert
- Montage : Jaroslaw Kaminski
- Musique : Rafaël Leloup et Pawel Mykietyn
- Producteurs exécutifs : Julie Godzinskaya, Will Norton, Jon Schiffman, Scott Varnado et Sophie Vickers
- Producteurs : Marie Gade Denessen, David Lancaster, Tristan Lynch, Aoife O'Sullivan et Stephanie Wilcox
- Sociétés de production : Rumble Films, Rooksnest, Subotica, Zentropa, Trust Nordisk et Screen Ireland
- Société de distribution : IFC Midnight (États-Unis)
- Pays d'origine :  États-Unis,  Belgique,  Irlande
- Langue originale : anglais
- Format : couleur
- Genre : thriller, horreur, drame
- Dates de sortie :
  - Canada : 6 septembre 2019 (Festival de Toronto)
  - Espagne : 23 septembre 2019 (Festival de Saint-Sébastien)
  - États-Unis : 3 avril 2020

## Distribution
- Michiel Huisman : Shepherd
- Raffey Cassidy : Selah
- Denise Gough
- Eve Connolly : Ariel
- Kelly Campbell : Hannah
- Isabelle Connolly : Eloise
- Ailbhe Cowley : Tamar
- Mallory Adams : Esther
- Charlotte Moore : Multiple
- Zara Devlin : Tabatha
- Juliette Crosbie : une sœur
- David Fawaz : un policier

## Distinctions

### Nominations
- Festival de Toronto 2019 : Sélection officielle « Gala Presentations »
- Festival international du film de Saint-Sébastien 2019 : En compétition pour la Coquille d'or